# Sommera montana
Sommera montana är en måreväxtart som beskrevs av Louis Otho Otto Williams. Sommera montana ingår i släktet Sommera och familjen måreväxter.
Artens utbredningsområde är Honduras. Inga underarter finns listade i Catalogue of Life.